# Łopatki-Kolonia
Łopatki-Kolonia – kolonia w Polsce położona w województwie lubelskim, w powiecie puławskim, w gminie Wąwolnica.
W latach 1975–1998 miejscowość należała administracyjnie do ówczesnego województwa lubelskiego.
Miejscowość stanowi sołectwo gminy Wąwolnica.
Wierni Kościoła rzymskokatolickiego należą do parafii św. Wojciecha w Wąwolnicy.